# Rocket Science
Rocket Science är en amerikansk dramakomedifilm från 2007, regisserad och skriven av Jeffrey Blitz. Rollerna spelas av Reece Thompson, Anna Kendrick, Nicholas D'Agosto, Vincent Piazza och Aaron Yoo. Handlingen kretsar kring den femtonåriga Hal Hefner som stammar. Han blir förälskad i tjejen Ginny Ryerson som har retoriken som sin främsta förmåga. För att försöka vinna hennes hjärta går han med i skolans debattlag. 
Rocket Science visades först vid Sundance Film Festival och hade sedan biopremiär i augusti 2007. Filmen fick positiva recensioner och erhöll ett pris under Sundance.

## Rollista (i urval)
- Reece Thompson – Hal Hefner
- Anna Kendrick – Ginny Ryerson
- Nicholas D'Agosto – Ben Wekselbaum
- Vincent Piazza – Earl Hefner
- Aaron Yoo – Heston
- Josh Kay – Lewis Garrles
- Denis O'Hare – Doyle Hefner
- Maury Ginsberg – Mr. Lewinsky
- Jonah Hill – Junior Philosopher

## Produktion

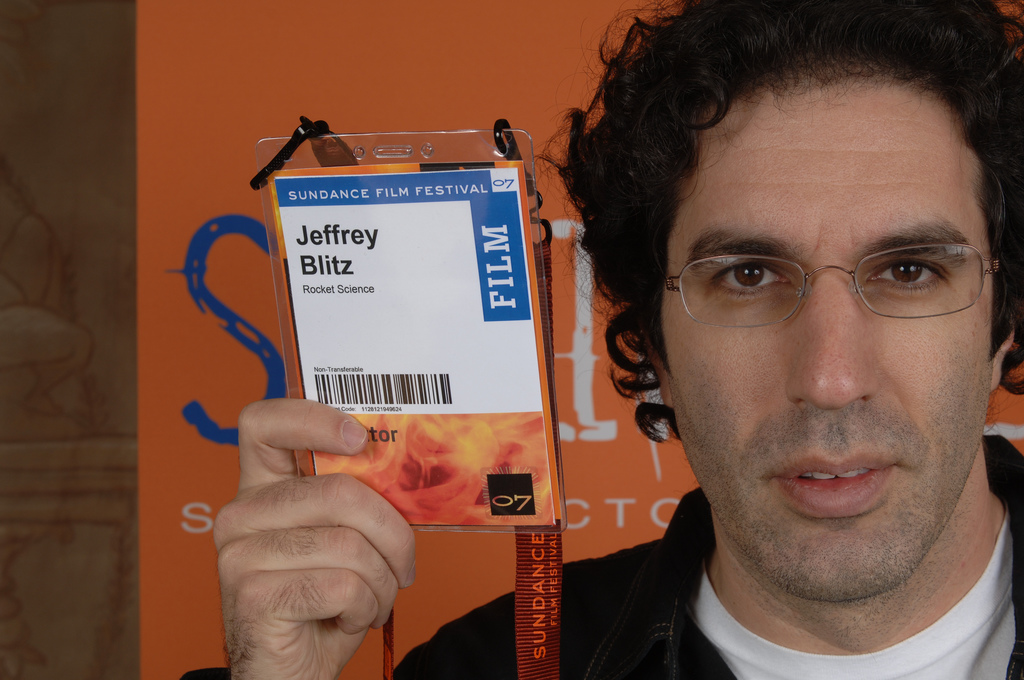
Under inspelningen fick Jeffrey Blitz ibland använda sig av gester på grund av sin stamning.

Efter framgången med dokumentären Spellbound (2002), blev Jeffrey Blitz övertalad av HBO Films-producenten Maud Nadler att skriva ett filmmanus om sina egna erfarenheter av stamning.
Den 18 juli 2005 påbörjades inspelningen i Baltimore, Maryland. Filmningen pågick under 30 dagar. De sista scenerna spelades in i Jersey Shore. Filmen hade först premiär den 19 januari 2007 vid Sundance Film Festival. Den hade sedan biopremiär den 10 augusti 2007 i USA.

## Mottagande
Rocket Science fick positiva recensioner från flera filmkritiker.
Rotten Tomatoes rapporterade att 84 procent, baserat på 112 recensioner, hade gett filmen en positiv recension och satt ett genomsnittsbetyg på 7 av 10. På Metacritic nådde filmen genomsnittsbetyget 73 av 100, baserat på 28 recensioner. Roger Ebert gav betyget 3,5 av 4 och hyllade Reece Thompson och Anna Kendricks insats.

### Nomineringar och utmärkelser
Rocket Science var nominerad till tre Independent Spirit Awards, bland annat för Bästa kvinnliga biroll, men vann inte någon. På Sundance utdelades ett pris till Blitz.